# Bessatsu Manga Goraku
Bessatsu Manga Goraku (別冊漫画ゴラク) est un magazine japonais mensuel de prépublication de mangas de type seinen édité par Nihon Bungeisha à partir de 1981. Initialement à parution bimensuelle, le magazine passe à un rythme mensuel en février 2009. Le dernier numéro sort le février 2014, et les séries interrompues sont transférées dans le Manga Goraku Special et le magazine en ligne Goraku Egg du même éditeur.